# Bill Holcombe
Bill Holcombe (* 9. November 1924 in Trenton, New Jersey; † 25. April 2010 ebenda; eigentlich Wilford Lawshe Holcombe) war ein US-amerikanischer Komponist und Flötist. Er veröffentlichte auch unter seinem Geburtsnamen Wilford L. Holcombe sowie den Pseudonymen Wilfred Lawshe, Seth Markham und Wes Tompkins.

## Leben
Holcombe studierte ab 1941 die Fächer Musiktheorie und Komposition an der University of Pennsylvania, unter anderem bei Harold Bennett. Ein weiteres Studium an der Juilliard School in den Fächern Flöte, Musiktheorie und Instrumentation schloss sich an. Seine Karriere begann er als Flötist bei Radioaufnahmen und anderen Einspielungen, außerdem schrieb er für bekannte Persönlichkeiten Arrangements. Bekannt wurden auch seine Werke für Filme und für Fernsehshows. 

## Werke

### Werke für Blasorchester
- 1971: Promenade in Swingtime
- 1973: Overture for Today
- 1975: The American Suite
- 1976: Soul Convention
- 1977: Sky Trek Overture
- 1978: Looney Tunes Overture
- 1983: Allegro and Ballad
- 1983: Fantasy for Flutes
- 1986: Clarinet Promenade
- 1989: Ballad for Trumpet
- American Overture
- Cowboy Fantasy
- Great American Spirituals
- Laura
- Stephen Foster Revisited Concerto for Saxophone Quartet and Wind Ensemble
- Tribute to Judy

### Kammermusik
- Metro Suite für Blechbläser-Quintett
- Blues Concerto for Alto Sax and Piano
- Small is beautiful – Short Pieces for Solo Flute
- Alexander’s Ragtime Band für Saxophon-Quartett
- Jazz Flute Concerto
- Oiseau mouche from Dans le jardin
- Gay 90’s medley
- In the garden für Flöte solo